# François Le Fer
François Le Fer, sieur de Beauvais  (né à Saint-Malo le 2 juin 1672 - mort à Saint-Méloir-des-Ondes le 13 décembre 1738) est le maire de Saint-Malo de 1731 à 1738.

## Biographie
François Le Fer est le fils de l'armateur Luc Le Fer du Val (1638-1705), maire de Saint-Malo, et de dame Françoise Cochin de La Bellière. Il est le beau frère et homonyme de François Le Fer du Pin capitaine corsaire et armateur.
Négociant malouin, armateur et capitaine de corsaires, il intervient dans le commerce asiatique de 1705 à 1727 et s'engage en 1708 dans la première expédition de Moka. Il devient l'un des directeurs de la Compagnie des Indes à Saint-Malo et prend part au financement de la guerre de course.
Il est anobli en 1711 par achat d'une charge de conseiller du roi à la Cour des aides de Clermont. Élu Maire de Saint-Malo en 1731 et exerce cette fonction jusqu'à sa mort. 
Le 8 janvier 1697 il épouse à Saint-Malo Marie-Françoise Nouail du Fougeray (1676-1736), fille de Jacques Nouail du Fougeray, armateur et négociant à Cadix, et de Françoise Cheville de Vaulerault. Il est le beau-père de l'intendant François de Baussan.

## Source
- André Lespagnol Messieurs de Saint Malo: une élite négociante au temps de Louis XIV Presses Universitaires de Rennes (1997) deux Tomes  (ISBN 2 86 847229 X) p. 854
- Gilbert Buti, Philippe Hrodej (dir.), Dictionnaire des corsaires et pirates, CNRS éditions, 2013